# Беняер, Майкл
Майкл Бе́няер (англ. Michael Benyaer; род. 25 мая 1970) — канадский актёр. Снимался в фильмах «Дэдпул», «Постал», «Бросок кобры» и «Трансформеры: Месть падших». На телевидении снимался в сериалах «Касл», «Менталист», «Следствие ведёт Да Винчи», «Секретный агент Макгайвер», «Посредник Кейт», «Секс в другом городе», «Морская полиция: Спецотдел», 
«Тайны Смолвиля» и «Американская семейка». Также участвовал в озвучивании мультсериалов ReBoot и «Робоцып». Озвучивал персонажей нескольких видеоигр: Assassin's Creed: Revelations, Uncharted 2: Among Thieves, Age of Empires III: The Asian Dynasties, Vampire: The Masquerade – Redemption, King’s Quest и Dying Light.